# 真駒內開放體育場
真駒內開放體育場（日语：／ Makomanai Okugai Kyōgijō */?），是一座位於日本北海道札幌市南區真駒內公園的體育場。體育場於1971年2月啟用，可容納17,324人。曾用作1972年冬季奧林匹克運動會主體育場館。

## 外部連結
- 维基共享资源上的相關多媒體資源：真駒內開放體育場